# Rusu
Rusu (arab. ‏روصو‎, Rūṣū; fr. Rosso) – miasto w południowo-zachodniej Mauretanii, nad rzeką Senegal, siedziba wilai At-Tarariza. W 2013 roku liczyło ok. 33,6 tys. mieszkańców. Miejscowość stanowi ośrodek handlowo-usługowy regionu rolniczego (produkcja gumy arabskiej, upraw prosa, kukurydzy, fasoli, melonów, hodowla bydła). W mieście działa port rzeczny, który ma połączenie promowe z senegalską miejscowością Rosso po przeciwnej stronie rzeki.